# Kapsztad

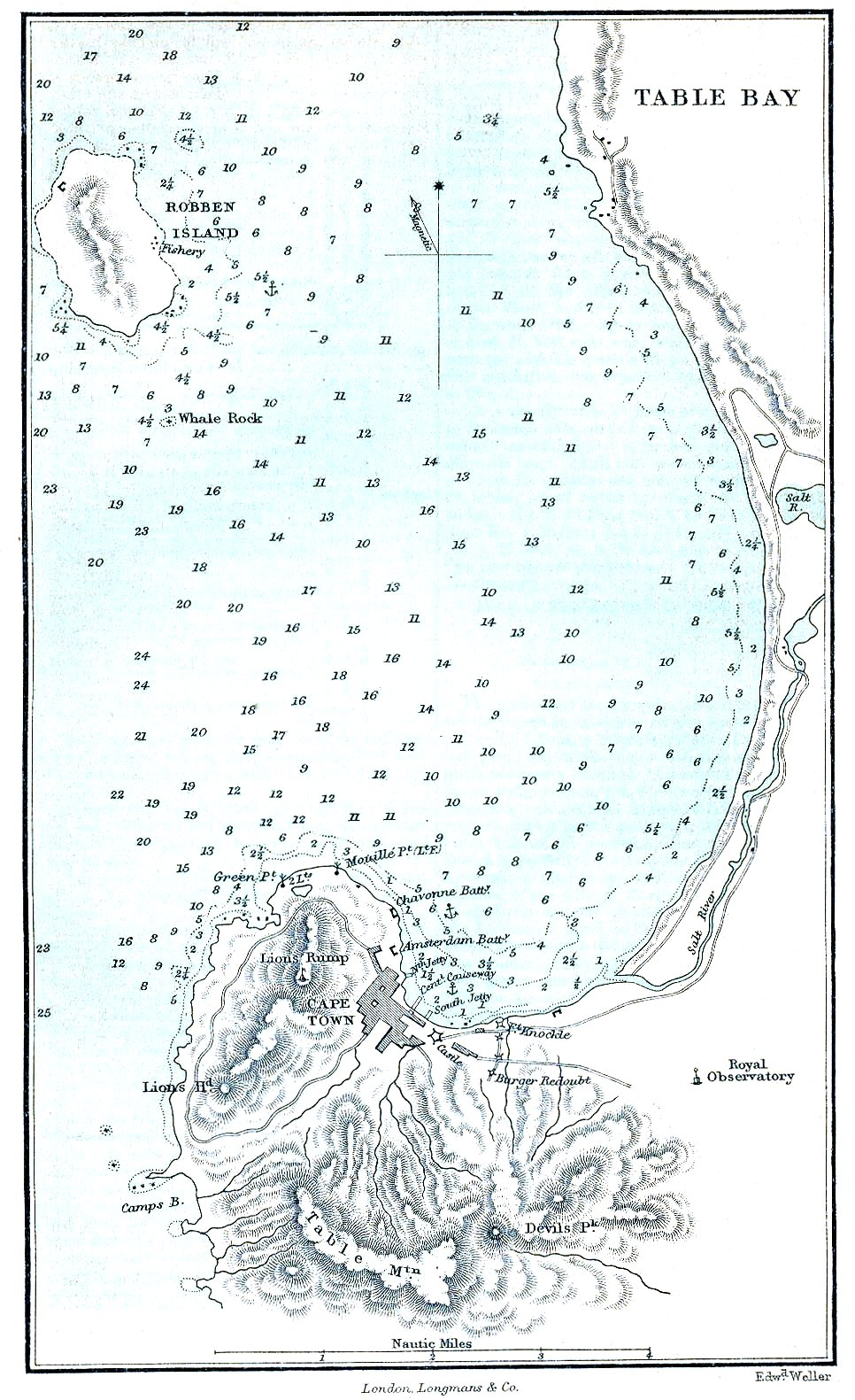
Mapa Zatoki Stołowej i Kapsztadu z 1882

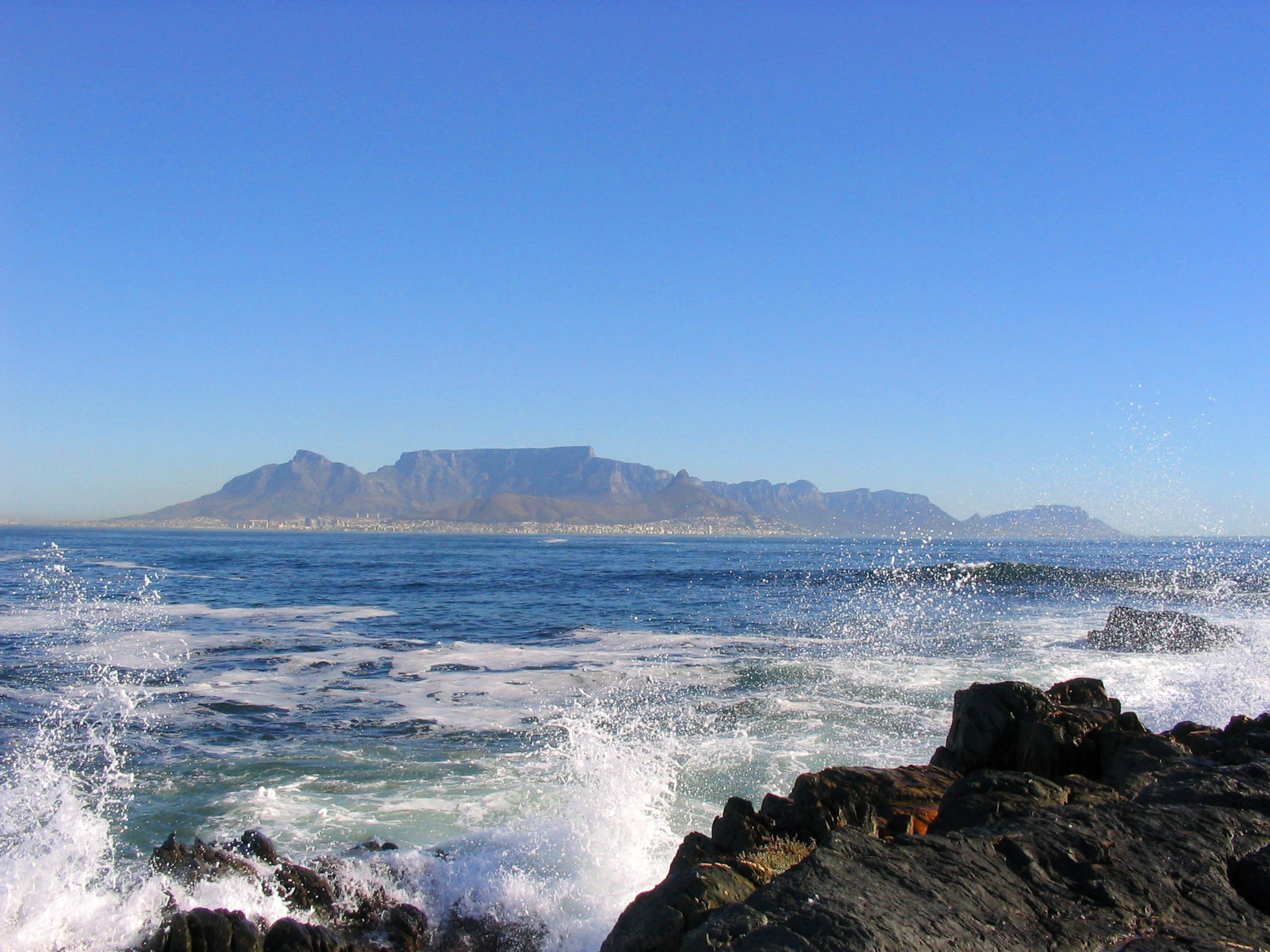
Kapsztad i Góra Stołowa widziane z Robbeneiland

Kapsztad (afr. Kaapstad, wym. [ˈkɑːpstat]; xhosa iKapa; ang. Cape Town, wym. [ˈkeɪp taʊn]) – najstarsze i jedno z największych pod względem liczby mieszkańców miasto w Południowej Afryce, legislacyjna stolica tego kraju oraz Prowincji Przylądkowej Zachodniej. Liczy ok. 4 mln mieszkańców, z czego ok. 45% stanowią Koloredzi, 17% stanowi ludność biała, a 35% to czarni Afrykanie i Azjaci (Hindusi, Chińczycy).
Dystrykt metropolitalny City of Cape Town, pokrywający się w dużym stopniu z aglomeracją kapsztadzką, zamieszkuje ponad 4,4 miliona mieszkańców i jest drugim co do liczby ludności w kraju.
Miasto położone jest nad Zatoką Stołową (afr. Tafelbaai), na północ od Przylądka Dobrej Nadziei i False Bay (Valsbaai „Fałszywa Zatoka”), u podnóża Góry Stołowej (Tafelberg, 1087 m n.p.m.).

## Historia
Kapsztad (Cape Town) został założony w roku 1652 przez Holenderską Kompanię Wschodnioindyjską jako stacja zaopatrzenia dla okrętów Kompanii w drodze do posiadłości w Azji. Miejsce zostało wybrane z powodu położenia w zatoce, co czyniło Kapsztad miejscem spokojnej przystani w osłonięciu od silnych wiatrów. Morze wokół Kapsztadu miało złą sławę wśród żeglarzy i było nazywane Przylądkiem Sztormów.
Pierwszy Europejczyk osiedlił się w Kapsztadzie 6 kwietnia 1652. Kapsztad jest najstarszym miastem w Afryce Południowej.
W latach 1666–1679 wybudowano Zamek Dobrej Nadziei – najstarszy zachowany do dziś budynek w mieście.
Osadnicy holenderscy usunęli tubylców, a w ich miejsce sprowadzili do pracy niewolników z Azji. Na początku XIX wieku, w roku 1806, Kapsztad został zdobyty przez Brytyjczyków. W późniejszym okresie port był ważnym tranzytowym i strategicznym miejscem. Również w czasie wojny burskiej w latach 1899–1902 spełniał zadanie bazy wojsk brytyjskich.
- 1814–1910 – stolica Kraju Przylądkowego, kolonii brytyjskiej
- od 1910 – stolica konstytucyjna Związku Południowej Afryki
- od 1961 – stolica Republiki Południowej Afryki
- na wyspie Robbeneiland był więziony południowoafrykański przywódca Nelson Mandela

3 grudnia 1967 w kapsztadzkiej klinice Grooteschuur zostało po raz pierwszy na świecie przeszczepione ludzkie serce. Dokonał tego kardiochirurg dr Christiaan Barnard.
W 2010 roku Kapsztad był jednym z gospodarzy mistrzostw świata w piłce nożnej.

## Demografia
Kapsztad jest miastem wielojęzycznym. Głównymi językami są: angielski (68%), afrikaans (23%), i xhosa (3%).
Religiami wyznawanymi są chrześcijaństwo (76,6%), islam (9,7%), judaizm (0,5%), hinduizm (0,2%). 10,7% ludności miasta to ateiści.

## Gospodarka
Miasto jest ważnym ośrodkiem przemysłowym i handlowym.

### Przemysł
- motoryzacyjny
- stoczniowy
- włókienniczy
- metalowy
- chemiczny
- spożywczy
- drzewny
- cementowy

## Transport
Do miasta prowadzi droga krajowa nr 7 od granicy z Namibią. Zaczynają się w nim także drogi krajowe nr 2 przez Port Elizabeth i Durban do Ermelo oraz nr 1 przez Bloemfontein, Johannesburg, Pretorię i Polokwane do granicy z Zimbabwe.
Kapsztad pozostaje ważnym portem handlowym, posiada również międzynarodowy port lotniczy (CPT).

## Atrakcje turystyczne
- wyspa Robbeneiland z muzeum w dawnym więzieniu (gdzie przez 18 lat więziono Nelsona Mandelę)
- ogród botaniczny Kirstenbosch
- siedliska pingwinów w Simonstown
- kolejka linowa na Górę Stołową
- obserwatorium astronomiczne
- oceanarium
- port jachtowy
- zamek i kościół (z XVII wieku)
- Muzeum Historii Kultury
- uzdrowiska, kurort nadmorski
- zabytkowe budynki w dzielnicy Constantia
- ośrodek sportów paralotniarskich
- kilkanaście wraków statków (atrakcja dla płetwonurków)
- winnice w granicach aglomeracji

## Bezpieczeństwo
W 2021 roku ze współczynnikiem zabójstw 75,0 na 100 tys. mieszkańców, zostało uznane najbardziej niebezpiecznym miastem Afryki, wyprzedzając nawet Mogadiszu.

## Współpraca
Miejscowości partnerskie:
(opracowano na podstawie materiału źródłowego)
- Akra
- Buenos Aires
- Antwerpia
- Atlanta
- Bużumbura
- Dubaj
- Hangzhou
- Houston
- Huangshan
- Izmir
- Malmö
- Miami-Dade
- Monachium
- Monterrey
- Nairobi
- Rio de Janeiro
- Shenzhen
- Warna
- Wuhan